# Anne Douglas Savage
Anne (Annie) Douglas Savage (née le 27 juillet 1896 à Montréal et morte le 25 mars 1971) est une peintre et professeure d’art canadienne reconnue pour ses paysages lyriques et rythmés.

## Biographie
Elle passe son enfance dans la région rurale de Dorval et passe ses étés au chalet familial situé dans les Laurentides, Elle développe une passion pour son environnement qui devient une source d'inspiration pour son art,. Elle étudie à la High School of Montreal. Entre 1914 et 1918, Savage étudie l'art à l'Art Association of Montreal avec plusieurs instructeurs, dont William Brymner (1855-1925) et Maurice Cullen. Son monde privé a changé de façon permanente lorsque son frère décède au combat en France pendant la Première Guerre mondiale. Après la fin de la guerre, Anne Savage se rend à Minneapolis où elle étudie le design à la Minneapolis School of Art. À son retour à Montréal, elle occupe un poste de professeur d’art à l’école secondaire Baron Byng, où elle restera pendant 26 ans (1922-1947), et a joué un rôle clé dans le développement de nombreux peintres juifs montréalais de premier plan. En outre, elle a enseigné des cours d'art aux enfants, encourageant leur exposition précoce sur le terrain et, quelques années plus tard, elle a pu voir la formation du Child Art Council au Québec, reconnu plus tard sous le nom de Société québécoise pour l'éducation par l'art.
En 1921, elle rejoint le groupe de Beaver Hall, dont les peintres sont étroitement liés au Groupe des Sept. A. Y. Jackson, membre du Groupe des Sept, deviendrait l'ami de toujours de Savage. Après avoir passé quelques années à l'Ontario College of Art de Toronto avec le peintre Arthur Lismer, un autre membre du Groupe des Sept, Savage se rend en Europe où certaines de ses œuvres ont été exposées. Savage a également passé du temps en Colombie-Britannique et elle a fait des croquis de villages autochtones sur la côte nord-ouest ; cette œuvre a été exposée en 1927 à la Galerie nationale lors de l'exposition L'art canadien de la côte Ouest et moderne. En 1933, elle est l'un des membres fondateurs du Canadian Group of Painters. En 1949 et 1960, elle en assume la présidence. Elle est nommée superviseure des arts à la Commission des écoles protestantes de Montréal en 1948. Elle contribue à la fondation de la High School Art Teaching Association et, en 1955, qui inspire la création du Child Art Council, devenu la Société québécoise pour l'éducation par l'art.
Elle prend sa retraite de l'enseignement à temps plein en 1953. Elle est ensuite invitée à enseigner par l'Université McGill, où elle enseigne de 1954 à 1959.
Anne Savage a parlé toute sa vie de l'inégalité entre les sexes.
Savage est décédée à Montréal en 1971 et a été enterrée au cimetière Mont-Royal.
Les archives d'Anne Savage sont conservées à l'Université Concordia à Montréal. La publication numérique et exposition virtuelle: Anne Savage : L’« impensé » d’une collection est en lien avec la collection permanente de la Galerie Leonard & Bina Ellen de l’Université Concordia.

## Œuvres
- Snow Sprites, 1917, McMichael Canadian Art Collection
- Jour ensoleillé, 1920, Musée des beaux-arts de Montréal
- La Rivière Skeena, Colombie-Britannique, 1927, Musée national des beaux-arts du Québec[13]
- La Maison rouge, Dorval, 1928?, Musée national des beaux-arts du Québec[14]
- Les Premiers colons , vers 1930
- La Petite Niche, 1935, The Robert McLaughlin Gallery
- Sunflowers, Laurentians, near Lake Wonish, 1935, Musée national des beaux-arts du Québec[15]
- Le Bois, 1938, Musée des beaux-arts de l'Ontario
- Maisons à Banff, 1938, Musée des beaux-arts de Montréal
- Les Laurentides, 1940, Musée des beaux-arts de Montréal
- Le Lac le soir, Wonish , années 1950
- Le Petit Pin - Lac Wonish, non daté